# Вараз-Григор
Вараз-Григор — первый правитель Кавказской Албании (628—636) из династии Михранидов, наследственный владетель Гардмана.

## Биография
Отец Вараз-Григора, Вардан, был правнуком основателя династии Михранидов. Его восхождение на престол Албании было освящено албанским католикосом Виро. Согласно грузинским летописям, в 628 году в области Гардман Вараз-Григор и «весь его народ» были крещены императором Ираклием I, и произошёл переход его в халкедонитство. В начале 30-х годов VII века, когда арабы готовились к захвату Передней Азии, он участвовал в сборах персидского войска. Его сын Джаваншир, будущий правитель Албании, находился во главе албанского военного отряда.